# Somerset (Vermont)
Somerset ist eine Unincorporated Town im Windham County des Bundesstaates Vermont in den Vereinigten Staaten. In Somerset leben laut der Volkszählung von 2020 sechs Einwohner.

## Geografie

### Geografische Lage
Somerset liegt zentral an der westlichen Grenze des Windham Countys in den Green Mountains. Im Norden befindet sich das Somerset Reservoir und im Westen der 1092 m hohe Mount Snow. Ein Teil des Skigebietes Mount Snow befindet sich auf dem Gebiet von Somerset. Der Deerfield River durchfließt das Township von Nord nach Süd und entwässert mit dem East Branch Deerfield River auch das Somerset Reservoir. In Somerset gibt es nur drei Straßen, die National Forest Road, die Somerset Road und die Castle Brook Road.

### Nachbargemeinden
Alle Entfernungen sind als Luftlinien zwischen den offiziellen Koordinaten der Orte aus der Volkszählung 2010 angegeben.
- Norden: Stratton, 6,3 km
- Osten: Dover, 13,9 km
- Südosten: Wilmington, 12,3 km
- Süden: Searsburg, 3,4 km
- Südwesten: Woodford: 12,2 km
- Westen: Glastenbury11,5 km
- Nordwesten: Sunderland, 11,2 km

### Klima
Die Durchschnittstemperatur in Somerset liegt zwischen −8 °C (16 °F) im Januar und 18,3 °C (65 °F) im Juli. Die Schneefälle zwischen Oktober und Mai liegen mit bis zu knapp einem halben Meter (17 Inch) etwa doppelt so hoch wie die mittlere Schneehöhe in den USA. Die tägliche Sonnenscheindauer liegt am unteren Rand des Wertespektrums der USA.

## Geschichte

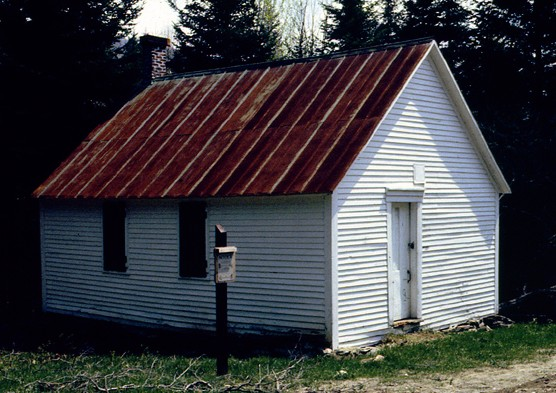
Schulhaus von Somerset

Der Grant zur Gründung von Somerset ging an 62 Siedler und die Town wurde am 9. September 1761 gegründet. Die ersten Landkäufer wussten vermutlich nicht viel über die örtlichen Gegebenheiten, als sie das Land kauften. Das Gebiet der Town befindet sich in den Green Mountains und ist sehr unzugänglich. Selbst heute gibt es nur eine Straße, die von Süden kommend das Somerset Reservoir und einige Ferienhäuser erschließt, sowie einen Forstweg.
Benning Wentworth benannte die Town entweder nach den Dukes of Somerset oder nach der Grafschaft Somerset in England. Wenige Familien ließen sich in Somerset nieder, im Jahr 1850 lebten über 300 Menschen dort. Es gab nie ein Village oder eine Siedlungsansammlung. Im Jahr 1937 wurde die Town Somerset durch die Legislative von Vermont aufgelöst und zu einer Official Wilderness erklärt. Heute leben noch drei Einwohner in Somerset.

### Einwohnerentwicklung
| Volkszählungsergebnisse – Town of Somerset, Vermont | Volkszählungsergebnisse – Town of Somerset, Vermont | Volkszählungsergebnisse – Town of Somerset, Vermont | Volkszählungsergebnisse – Town of Somerset, Vermont | Volkszählungsergebnisse – Town of Somerset, Vermont | Volkszählungsergebnisse – Town of Somerset, Vermont | Volkszählungsergebnisse – Town of Somerset, Vermont | Volkszählungsergebnisse – Town of Somerset, Vermont | Volkszählungsergebnisse – Town of Somerset, Vermont | Volkszählungsergebnisse – Town of Somerset, Vermont | Volkszählungsergebnisse – Town of Somerset, Vermont |
| Jahr                                                | 1800                                                | 1810                                                | 1820                                                | 1830                                                | 1840                                                | 1850                                                | 1860                                                | 1870                                                | 1880                                                | 1890                                                |
| --------------------------------------------------- | --------------------------------------------------- | --------------------------------------------------- | --------------------------------------------------- | --------------------------------------------------- | --------------------------------------------------- | --------------------------------------------------- | --------------------------------------------------- | --------------------------------------------------- | --------------------------------------------------- | --------------------------------------------------- |
| Einwohner                                           | 130                                                 | 199                                                 | 173                                                 | 245                                                 | 262                                                 | 321                                                 | 105                                                 | 80                                                  | 67                                                  | 61                                                  |
| Jahr                                                | 1900                                                | 1910                                                | 1920                                                | 1930                                                | 1940                                                | 1950                                                | 1960                                                | 1970                                                | 1980                                                | 1990                                                |
| Einwohner                                           | 67                                                  | 27                                                  | 59                                                  | 20                                                  | 5                                                   | 8                                                   | 4                                                   | 4                                                   | 2                                                   | 2                                                   |
| Jahr                                                | 2000                                                | 2010                                                | 2020                                                | 2030                                                | 2040                                                | 2050                                                | 2060                                                | 2070                                                | 2080                                                | 2090                                                |
| Einwohner                                           | 5                                                   | 3                                                   | 6                                                   |                                                     |                                                     |                                                     |                                                     |                                                     |                                                     |                                                     |

## Persönlichkeiten

### Söhne und Töchter der Stadt
- Lyman Enos Knapp (1837–1904), Politiker und Gouverneur des District of Alaska